# Пилейска чешма
Пилейската чешма (на гръцки: Κρήνη στην Πυλαία) е историческа османска чешма в Пилеа, предградие на македонския град Солун, Гърция.
Чешмата е разположена в центъра на Пилеа, на улица „Лаографико Мусио“. Чешмата е разположена в двора на Кулата на Йоанис Прасакакис, която е от XVIII век и вероятно датира от същата епоха. Изградена е от камъни с единични тухлени слоеве за украса. На фасадата има фалшив триъгълен и над него полукръгъл свод.